# 廷瓦尔德
廷瓦爾德，正式名稱廷瓦爾德高庭或廷瓦爾德庭，是萌島的立法機關。它由兩個議院組成，被稱為廷瓦爾德的分支機構：直接選舉的鑰匙院和間接選舉的立法局。當兩個議院坐在一起時，它們就成為“廷瓦爾德庭”。
兩個議院於廷瓦爾德日在聖莊斯聯合開會，主要用於儀式目的，通常每月一次在道格拉斯的立法大樓舉行。否則，兩個議院分開開庭，由鑰匙院發起大部分立法，而立法局則作為修訂議院。

## 詞源
廷瓦爾德這個名字，就像冰島語和挪威語Tingvoll一樣，源自古挪威語單字，意思是集會的聚會場所，庭的場地（vǫllr→wald，參見古英語同源詞weald）。

## 廷瓦爾德日
廷瓦爾德每年都會在廷瓦爾德日（通常是7月5日）在聖莊斯的廷瓦爾德山舉行的露天儀式上聚會。除非作為萌島領主的君主或代表他們的王室成員在場，否則由萌島副總督主持。在這裡，所有法律均以萌島語和英語頒布，並接收請願書。

### 頒布
如果廷瓦爾德法案在通過後18個月內未在聖莊斯頒布，則該法案無效。

## 聯席會議
當廷瓦爾德庭在道格拉斯開會時（歷史上從10月到7月每月一次），由其他議員選舉產生的廷瓦爾德主席主持。在聯席會議上：
- 各院議員正式簽署法案
- 收到國王御准的通知
- 可以向部長提出問題
- 作出授權徵稅的特別決議
- 政府部門制定的授權立法可以批准或撤銷
- 可以提出請願書
- 進行其他重要的公共事務

### 投票
當廷瓦爾德在聯席會議上投票時，每個議院通常會單獨投票。如果每個議院的多數議員批准，該動議就會獲得通過。如果立法局投票結果相同，則廷瓦爾德主席將根據鑰匙院的多數票投出決定性一票。然而，如果鑰匙院批准一項動議但立法局不批准，則可以在另一次會議上再次提出該問題。在這種情況下，投票由廷瓦爾德所有議員的多數決定。如果發生這種情況，規模較大的鑰匙院很可能會佔上風。
然而，在某些情況下，即使各議院之間沒有分歧，廷瓦爾德也會作為一個整體進行投票：例如在選舉首席部長或對部長會議進行不信任動議。

## 立法的通過
通常情況下，廷瓦爾德的兩個議院必須通過一項法案，然後才能提交給君主或其代表，即代表國王會同樞密院的副總督，以徵得御准。但如果立法局否決一項法案或違背鑰匙院的意願對其進行修改，鑰匙院有權重新通過同一法案；在這種情況下，不需要立法局的批准，該法案將提交給副總督以獲得御准。
在某些事務上，《1981年皇家立法許可（萌島）令》要求副總督諮詢並遵循英國司法大臣的建議。

## 外部連結
- 官方网站